# 乌兰杰
乌兰杰（1938年10月—），本名扎木苏，男，蒙古族，吉林镇赉人，中国民族音乐学家，曾任中国音乐家协会理事。